# Шкляренко Михайло Григорович
Шкляренко Михайло Григорович (1883, м. Ніжин — ?) — полковник Армії УНР.

## Життєпис
На військову службу вступив у 1892 р. Закінчив артилерійське училище (1895). Станом на 1 січня 1910 р. — капітан 4-го Владивостоцького фортечного артилерійського полку. З 10 вересня 1915 р. — підполковник.
З 24 грудня 1917 р. — командир 7-го Окремого важкого артилерійського дивізіону, який українізував. 26 січня 1918 р. демобілізувався. У 1918 р. — командир 2-ї батареї 10-го мортирного дивізіону та помічник командира 33-го легкого артилерійського полку 11-ї легкої гарматної бригади 6-го Полтавського корпусу Армії Української Держави. З 30 грудня 1918 р. — командир 33-го легкого артилерійського полку військ Директорії. З 8 січня 1919 р. — командир 4-ї батареї 1-го Запорізького гарматного полку Дієвої армії УНР. З 17 травня 1919 р. — артилерійський референт в Українській Галицькій армії (у 2-й бригаді, 2-му та 3-му корпусах). 27 квітня 1920 р. повернувся до Армії УНР, був підвищений до рангу полковника. У 1920–1921 рр. — т. в. о. референта Артилерійської управи Військового міністерства УНР.
У 1920-х рр. жив на еміграції у Польщі. Подальша доля невідома.

## Вшанування пам'яті
23 травня 2018 року на честь Михайла Шкляренка в його рідному Ніжині було встановлено меморіальну дошку, якою разом з іншими було започатковано Стіну Героїв.

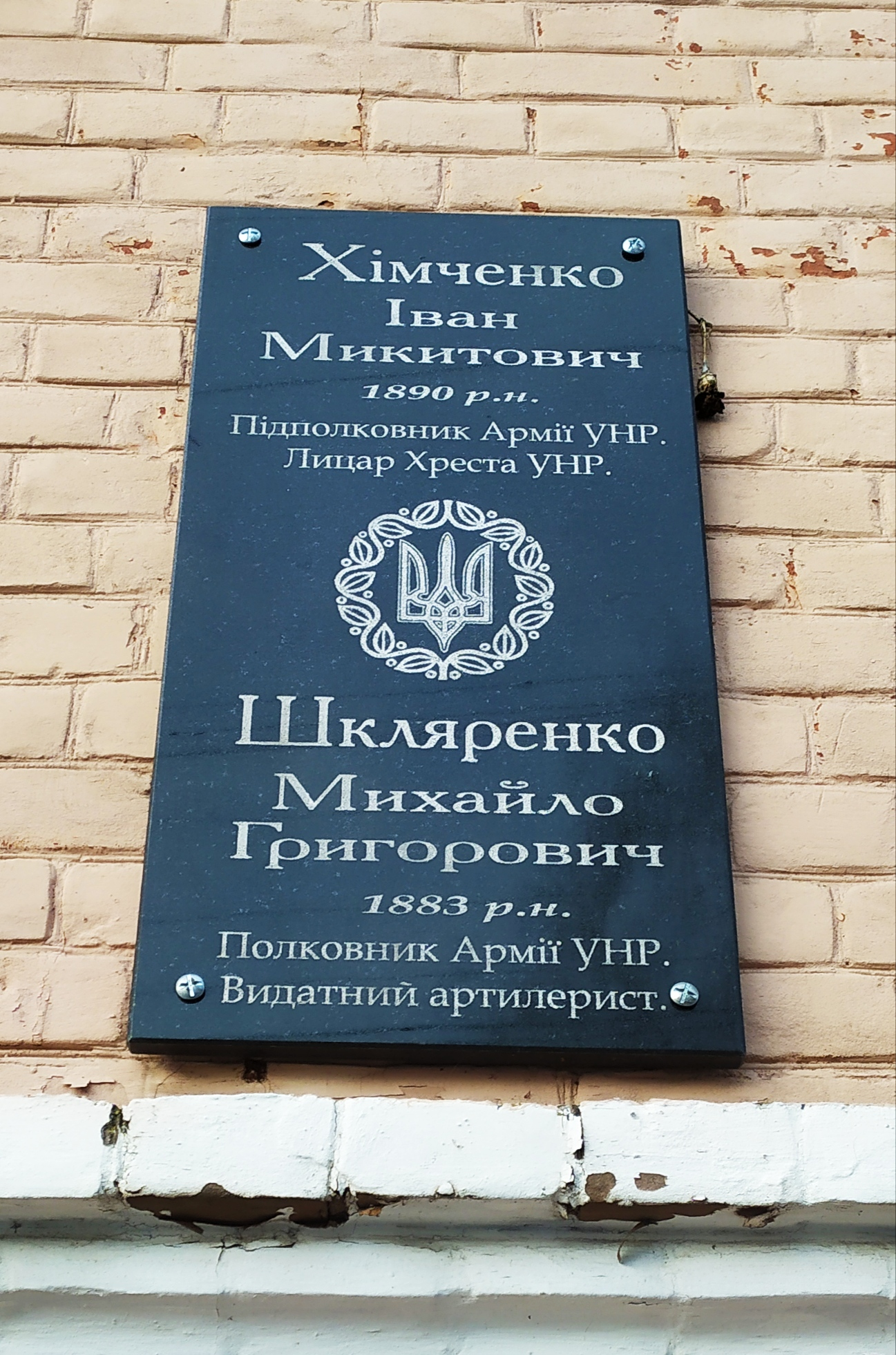
Пам'ятна дошка Івану Хімченку та Михайлу Шкляренко